# Độc Cước

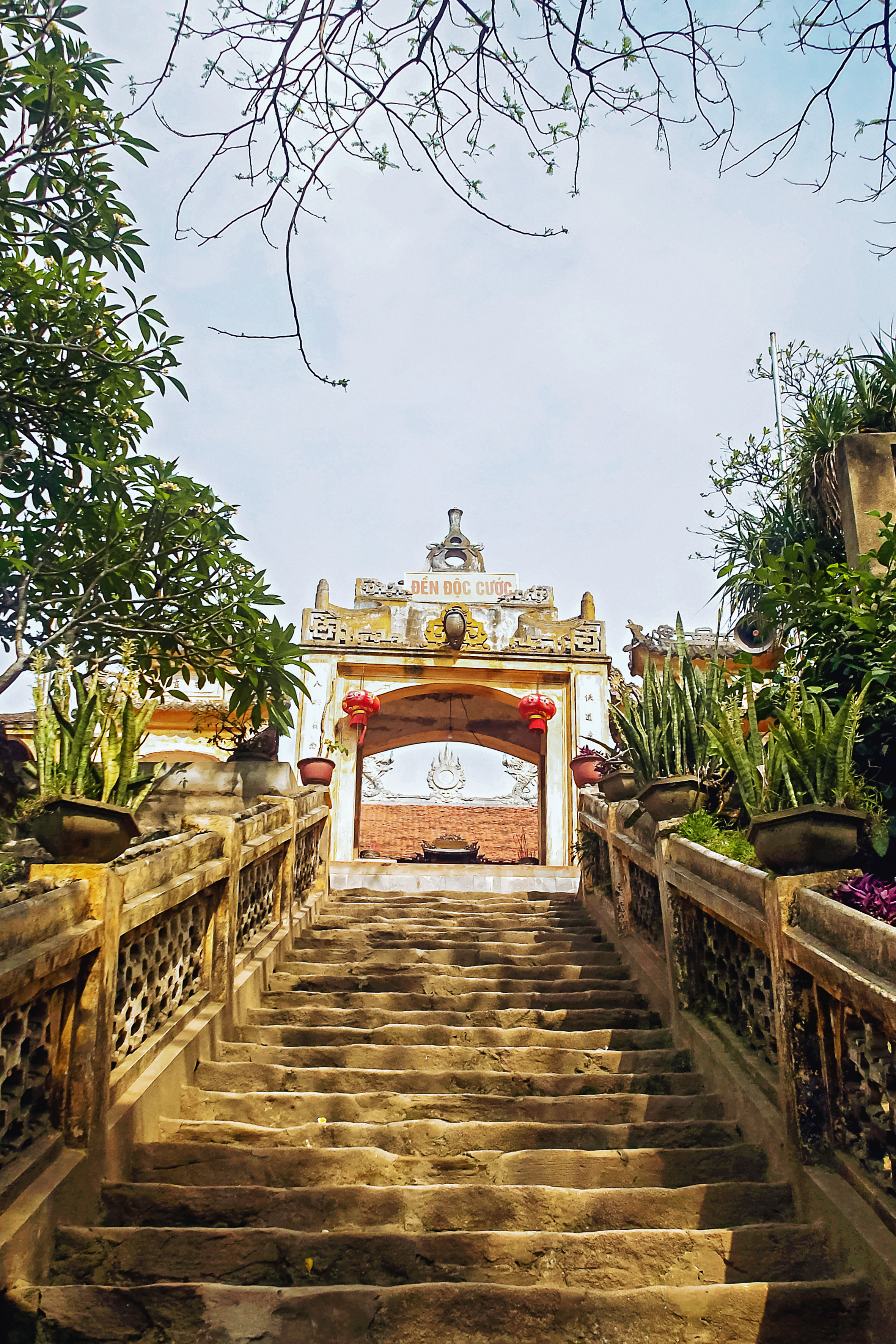
Đền Độc Cước trên hòn Cổ Giải, bên bờ biển Thành phố Sầm Sơn.

Độc Cước là một vị thần Việt Nam, nơi thờ chính đặt tại đền Độc Cước ở phường Sầm Sơn, tỉnh Thanh Hóa. Theo đạo sắc phong năm Cảnh Hưng thứ 14 (1783), thì thần Độc Cước tên là Chu Văn Khoan, có tài đức, giúp các đời vua dẹp yên giặc giã, giữ gìn bờ cõi, thần có hiệu là Đại pháp sư, có 7 phép màu để trị ma quỷ gian ác… và được vua phong bốn chữ: Độc Cước sơn triều.

## Truyền thuyết
Chuyện kể rằng thời xưa có một bọn quỷ mũi đỏ đến vùng biển Sầm Sơn làm hại dân lành. Có một người phụ nữ qua đời sau khi sinh con. Thương mẹ, cậu nhặt đất đá lên thi hài của mẹ để nấm mồ lớn dần lên thành núi Trường Lệ. Cậu bé đó lớn lên và trở thành một chàng trai khổng lồ. Chàng đánh thắng bọn quỷ ngoài biển, quỷ tràn vào đất liền cướp phá, nếu chàng ở trong đất liền thì quỷ lại phá ở ngoài khơi. Chàng nghĩ cách lấy búa tự xẻ đôi thân mình, một nửa thân và một chân đứng ngự trên đỉnh Sầm Sơn, một nửa thân và một chân theo bè mảng ra khơi hộ vệ dân chài. Từ đó, bọn quỷ vào bờ hay ra biển đều thấy chàng khổng lồ, chúng bỏ đi nơi khác kiếm ăn, không dám bén mảng đến vùng biển này nữa. Từ đó xuất phát tên gọi thần Độc Cước, nghĩa là 'Một chân'.

## Thờ cúng
Tưởng nhớ công ơn của Độc Cước, người dân Thành phố Sầm Sơn đã lập miếu thờ thần ngay bên tảng đá có vết lõm dấu chân khổng lồ tương truyền là bàn chân của chàng. Về sau miếu trở thành đền Độc Cước.

## Ảnh

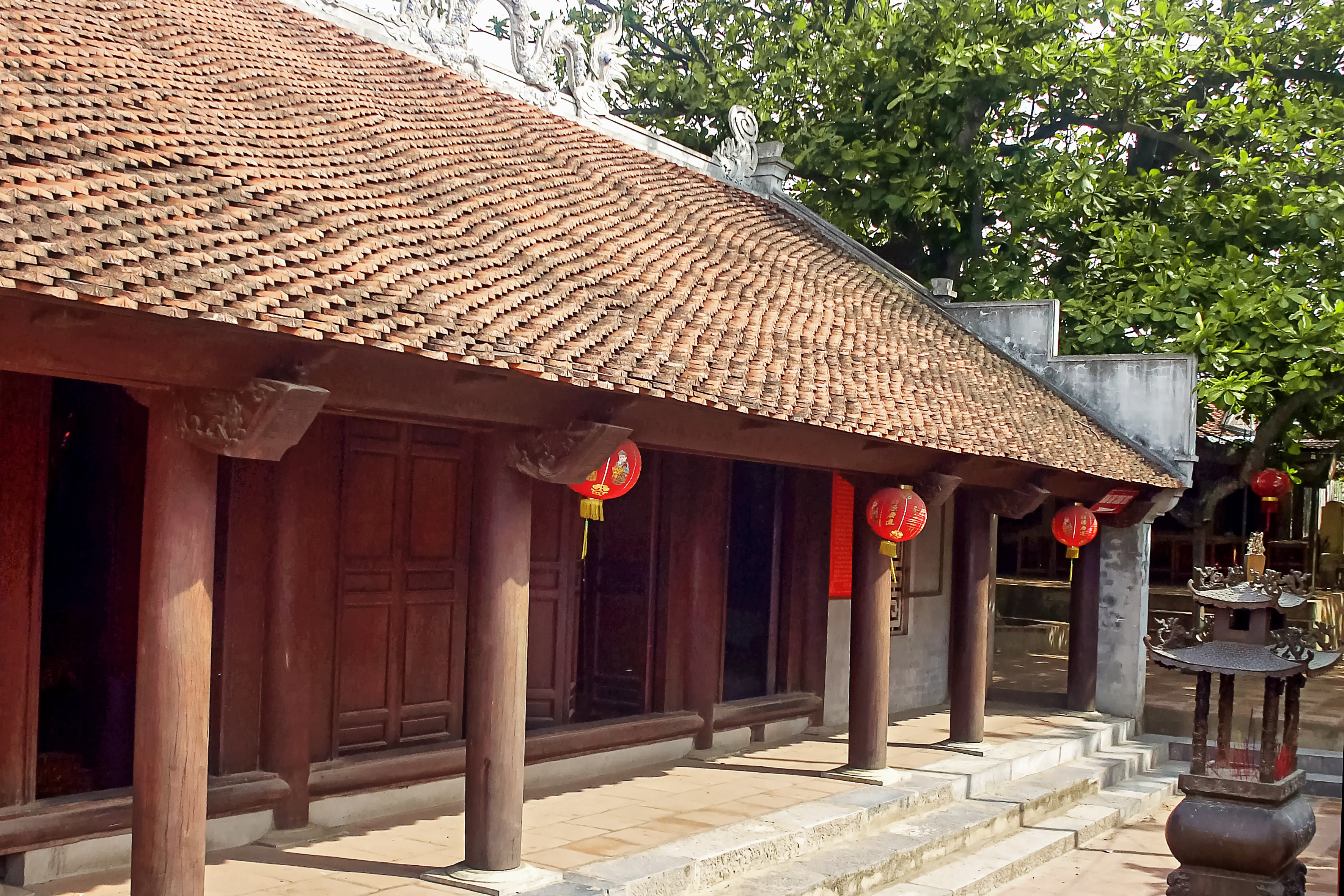
Đền Độc Cước
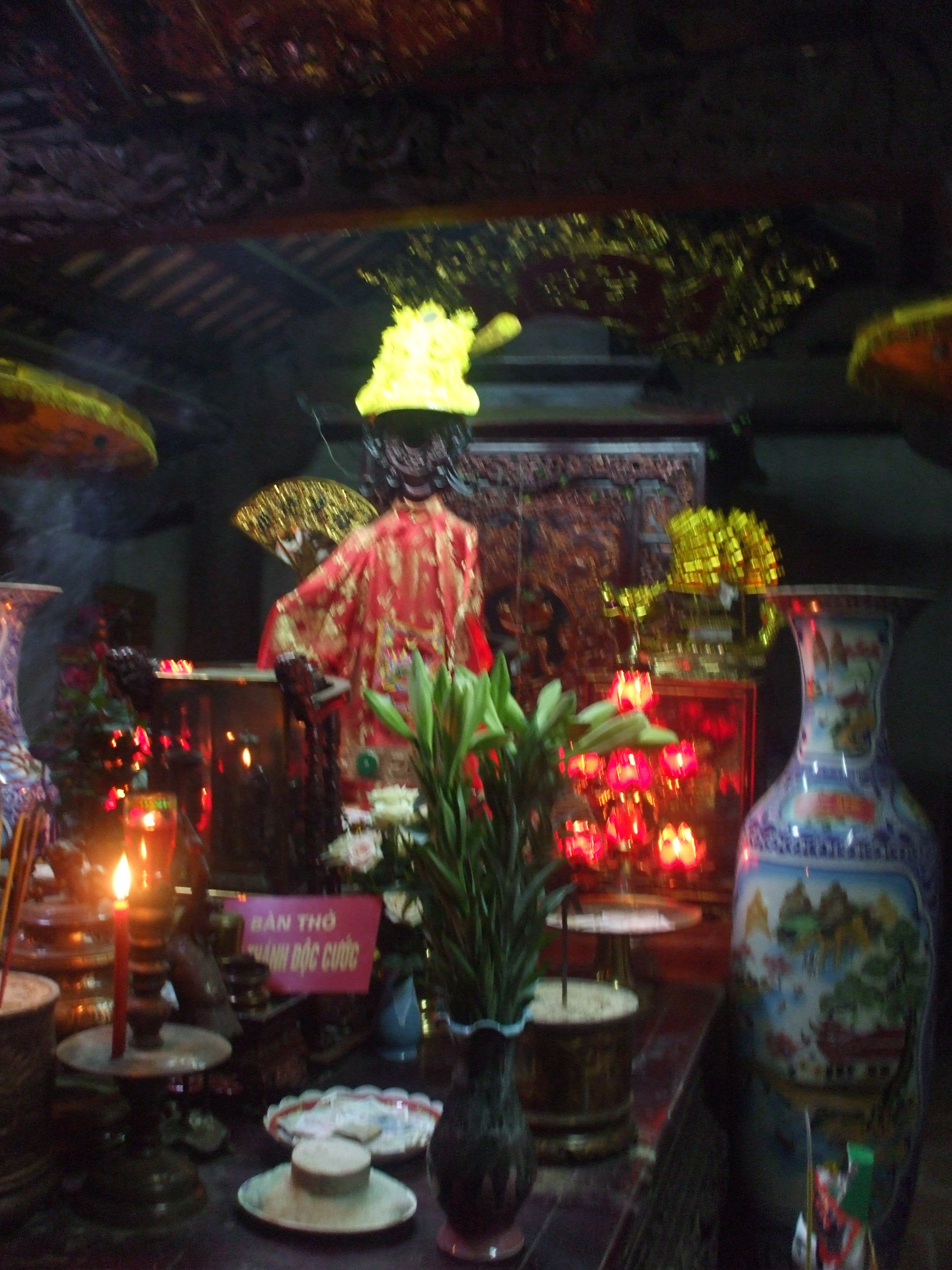
Hậu cung thờ thần Độc Cước